# Johann David Schwertner
Johann David Schwertner oder Schwerdtner (* 23. Mai 1658 in Leipzig; † 8. Oktober 1711 in Pirna) war ein deutscher lutherischer Theologe und Geistlicher. Er publizierte auch unter dem Pseudonym Innocentius Deodatus Sincerus.

## Leben
Schwertner war der Sohn des Theologieprofessors David Schwertner. Nach dem Tod seines Vaters zog seine Mutter mit den Kindern nach Zittau. Dort absolvierte er bis 1676 das Gymnasium Zittau. Anschließend wurde er an der Universität Leipzig immatrikuliert, an der ihn insbesondere der Theologieprofessor Johann Adam Schertzer förderte und unterstützte. 1680 erlangte er den Magistergrad. Er wurde Adjunkt an der Philosophischen Fakultät und begann selbst Vorlesungen zu halten. Daneben widmete er sich dem weiteren Studium der Theologie. 1683 erhielt er den Grad eines Bakkalaureus der Theologie.
Schwertner erhielt 1686 die Stelle eines Archidiakonus in Torgau. 1691 erlangte er an der Universität Wittenberg den Grad eines Lic. theol. Wann er zum Doktor der Theologie promoviert wurde, ist nicht bekannt. 1693 erhielt er auf Betreiben des sächsischen Hofes die Stelle des Superintendenten von Pirna. Nach seiner Amtseinführung wurde er von Kurfürst Johann Georg IV. von Sachsen als Feldprediger zum Feldzug gegen Frankreich mitgenommen. Neben seiner schriftstellerischen Tätigkeit machte er sich insbesondere um den Erhalt der Marienkirche verdient. Von 1705 bis 1707 gab er mit David Heermann (1655–1720) und Kaspar Neumann (1648–1715) die Zeitschrift Bibliandri Deliciæ Ebræo-Homileticæ heraus.
Schwertner starb nach einer erfolglosen Operation aufgrund einer Krankheit 1711.

## Werke (Auswahl)
- Idea philosophiae Epicteticae: quam ex Epicteti enchiridio delineatam, Scholvinus, Leipzig 1681.
- Das Zeugniss der Teuffel so Christo listiger weise ertheilet von Ihm aber rechtmässig verworffen worden, aus dem Evangelist. Marco c. III. v. 11.12. und Luc. c. IV. v. 41, 1685.
- Papista incertus Oder Ungewißheit Der Röm. Catholischen, betreffend Den Grund ihrer Kirchen, Weidmann, Leipzig 1686.
- Disquisitionem Politico-Moralem De Matrimonio Foeminae Imperantis Cum Marito Subdito, Leipzig 1686.
- Vindiciae Moralitatis Diei Dominicae, Winckler, Pirna 1703.
- Epitome Controversiarum Theologicarum, Ludwig, Pirna 1707.
- Examen Professionis Tridentinæ. Das ist: Schrifftmäßige Prüfung Der Vom Pabst Pio IV. aus dem Concilio zu Trient extrahirten Confession, Oder: Bekänntnüß/ Welche alle Päbstler/ Insonderheit/ die vom wahren Evangelischen Glauben zum Pabstthum übertretenen/ eydlich abschweren müssen; Wie solche insonderheit von der Durchlauchtigsten Princeßin Elisabethen Christinen/ Hertzogin zu Braunschweig-Lüneburg/ Wolfenbüttlicher Linie/ Am 1. Maji 1707. zu Bamberg öffentlich abgeleget worden, 1707.